# 王鹏 (1990年)
王鹏（1990年5月25日—），是中国足球运动员，司职中场。

## 俱乐部生涯
王鹏出自于武汉光谷梯队，2009年代表湖北队参加十一运会足球比赛。2009年武汉队退出中超以后，王鹏离开武汉加盟中甲球队青岛海利丰。2010年由于青岛海利丰涉嫌假球被中国足协取消注册资格，王鹏转投另外一支中甲球队安徽九方。2011年开始回到家乡代表湖北中博俱乐部（现武汉卓尔）征战中甲联赛。2013年转会至中乙球队河北中基。2014年转投中乙球队山东滕鼎。2015年返回武汉，目前主要代表武汉卓尔参加中甲预备队联赛。